# Cresswell Castle (Northumberland)

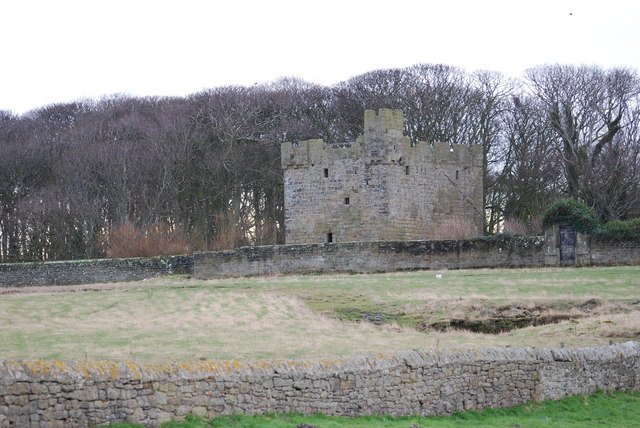
Cresswell Castle

Cresswell Castle ist eine Burg im Dorf Cresswell, etwa 6,5 km nördlich von Ashington in der englischen Grafschaft Northumberland.
Dieser Wohnturm wurde im 13. Jahrhundert erbaut und besteht aus einem rechteckigen Gebäude mit einer Tourelle an einer Ecke.